# Cyrtopholis culebrae
Cyrtopholis culebrae là một loài nhện trong họ Theraphosidae.
Loài này thuộc chi Cyrtopholis. Cyrtopholis culebrae được Alexander Petrunkevitch miêu tả năm 1929.